# Hollywood Studio Symphony
Hollywood Studio Symphony é o nome com o qual é creditada a orquestra sinfônica por trás da banda sonora de muitos dos filmes e produções de Hollywood, como Spider-Man 2 e Lost. Embora o nome "Sinfônica de Estúdio de Hollywood" possa levar os espectadores a pensar que se trata de uma orquestra tradicional, como a Orquestra Sinfônica de Londres, os membros do grupo são músicos de estúdio contratados individualmente para cada gravação.
A Hollywood Studio Symphony não deve ser confundida com a Hollywood Symphony Orchestra, que é uma orquestra tradicional de Hollywood com um corpo de músicos fixo.